# Congrés Mundial Amazic
El Congrés Mundial Amazic (CMA, en amazic ⴰⴳⵔⴰⵡ ⴰⵎⴰⴹⵍⴰⵏ ⴰⵎⴰⵣⵉⵖ, Agraw Amaḍlan Amaziɣ) és una organització internacional no governamental conformada per associacions socioculturals i de desenvolupament amazics, tant d'Àfrica del Nord com de la diàspora per tenir una estructura de coordinació i representació internacional, independent dels estats i els partits polítics. Va ser fundat al primer congrés celebrat l'1, 2 i 3 de setembre de 1995 a Sent Roma de Dolanh, Losera, que va reunir un centenar de delegats d'associacions amazigues, procedents de països del nord d'Àfrica, Europa i Amèrica. L'organització té la seu a París.
Al juliol de 2015, al VII Congrés va ser elegida presidenta del CMA Kamira Nait Sid. El CMA va denunciar a l'agost de 2016 que Nait Sid sofreix la fustigació administrativa, judicial i policial permanent a Algèria per les seves activitats en defensa dels drets del poble amazic.

## Objectius
Segons els seus estatuts el seu principal objectiu és la defensa i la promoció dels drets i dels interessos polítics, econòmics, socials, culturals i lingüístics de la població amaziga, portar la reivindicació amaziga a nivell internacional informant i sensibilitzant a l'opinió pública internacional, els pobles, els estats democràtics i les ONG que treballen en el camp dels drets humans interpel·lant a les organitzacions internacionals com la ONU, la Unió Europea, el Consell d'Europa i la Unió Africana, coordinar i recolzar les accions i projectes de les organitzacions de la societat civil i de la militància que treballa sobre el terreny, en l'àmbit de la defensa i promoció dels drets de la població amaziga.

## Congressos
- Primer Congrés Mundial Amazic, realitzat els dies 27, 28, 29 i 30 de 1997 a Tafira, Las Palmas de Gran Canària, Canàries. A aquest congrés van acudir representants dels diferents pobles de l'àmbit amazic: rifenys, Imazighen de l'Atles, Soussa, canaris, cabilencs, tuaregs, chaouis, i també la diàspora amazic estabilitzada a Europa i Amèrica del Nord. La celebració d'aquest primer congrés va suposar un dels fets més importants en la història del moviment amazic, doncs era el primer cop que es reunien diferents components del moviment.
- Segon Congrés Mundial Amazic, realitzat els dies 13,14 i 15 d'agost de 1999 a Lió, França
- Tercer Congrés Mundial Amazic, realitzat els dies 28,29 i 30 d'agost de 2002 a Roubaix, França.
- Quart Congrés Mundial Amazic, realitzat els dies 5,6 i 7 d'agost de 2005 a Nador, Marroc.

Arran de les diferències internes, sobretot sobre l'alternança nacional dels presidents i de la limitació a dos mandats per al titular, entre 2008 i 2011 l'organització es va dividir i van existir dues organitzacions amb el nom de "Congrés Mundial Amazigh": 
- Una, que va sorgir d'un cinquè congrés, celebrat a Meknes (Marroc) del 31 d'octubre a l'1 novembre de 2008, dirigida per Belkacem Lounès, binacional algerià-francès.
- L'altra "dissident" i sorgida a partir d'un altre cinquè congrés celebrat a Tizi Ouzou (Algèria), va estar dirigida per Rachid Raha, binacional marroquí-espanyol, ja president del CMA en el període 1999-2002, i vicepresident de 2002 a 2008.[3]

Durant un sisè Congrés el 9-11 de desembre de 2011 a Brussel·les (Bèlgica), el "dissident" Congrés Mundial Amazigh (AMC "Raha") en la seva sisena assemblea general, va decidir el canvi de nom, el redisseny dels seus estatuts i la creació d'una nova institució amb noves estructures. El "dissident" Congrés Mundial Amazigh (AMC "Raha") es va convertir així en l'Assemblea Mundial Amazic (AMA).
El setè congrés es va celebrar a Agadir del 24 al 26 de juliol de 2015. A la Declaració d'Agadir es va denunciar la situació d'opressió que sofreix el poble amazic a Algèria, la falta d'avanços al Marroc després del reconeixement en 2011 de la llengua amazic com a llengua oficial, la invisibilització a Tunísia de la història i la realitat amazic en la nova Constitució adoptada en 2014, les dificultats a Líbia a causa de la guerra, entre altres temes
L'octubre de 2011 Fathi Ben Khalifa fou elegit president del Congrés substituint Belkacem Lounès. En juliol de 2015, Kamira nayt Saïd fou elegida nova presidenta per un període de tres anys.

## Denúncies en organismes nacionals i internacionals
A mitjan novembre de 2009, el CMA va lliurar al Parlament Europeu un manifest denunciant l'"apartheid polític" "que sofreixen els amazics del Marroc.Al juliol de 2016 denuncien en una carta oberta a la Ministra d'Educació de França Najat Nallaud Belkacem la discriminació de la llengua amaziga als programes d'escolars d'educació nacional.

## Eleccions regionals franceses de març de 2010
Per primera vegada, en qualitat d'observador, des d'agost de 2009, de la federació Regions i Pobles Solidaris, i soci d'Europa Ecologia, el Congrés Mundial Amazic va obtenir un electe a les eleccions regionals franceses de 2010 en la persona del seu president, Belkacem Lounes, elegit al Consell Regional de Roine-Alps. Figurava en la primera ronda en el sisè lloc a l'Isère com a "animador de Regions i Pobles Solidaris" i en la segona ronda en la cinquena posició en la llista d'unió de l'esquerra.